# Cool smile
Cool smile（クールスマイル）は、大阪で2012年に開発された、3.11以降の逼迫する電力供給を乗り切るための冷却帽子。帽子に内蔵された冷却システムにより、額の熱を吸引し、夏の暑さを冷房なしで快適に過ごすことが可能。単3電池で1本で90分の運転が可能。